# Frédéric Guérard
Frédéric Guérard, né en 1985, est un ingénieur informatique et auteur de jeux français originaire de Saint-Germain-en-Laye,.

## Biographie
C'est dès l'âge de 6 ans que Frédéric Guérard essaie de créer ses premiers jeux dont le premier est basé sur les JO d'Albertville.
Il a travaillé comme ingénieur informatique tout en créant quelques jeux sur le côté. Il devient cependant auteur à temps plein dès 2018.

## Ludographie
Frédéric Guérard a créé plusieurs jeux dont :
| Jeu                      | Date | Illustrateur(s)                                                        | Maison(s) d'édition          | Récompense(s) |
| ------------------------ | ---- | ---------------------------------------------------------------------- | ---------------------------- | --- |
| Titanium wars            | 2013 | Caroline Hirbec, Igor Polouchine, Matthieu Rebuffat et Alexey Yakovlev | Euphoria Games               | 2012 : Prix Ludinord, |
| Ilôs                     | 2017 | Paul Mafayon                                                           | La Boîte de Jeu et Origames  | |
| Clash of Rage            | 2019 | Jean-Baptiste Reynaud                                                  | La Boîte de Jeu et Origames  | |
| It's a Wonderful World   | 2019 | Anthony Wolff                                                          | La Boîte de Jeu et Origames  | 2019 : Nommé As d'or - Expert 2019 : Tric Trac d'or 2020 : Japan Boardgame Prize Voters' Selection 2021 : Nederlandse Spellenprijs Best Advanced Game |
| Grandbois                | 2019 | Camille Chaussy                                                        | The Flying Games et Origames | |
| MeepleLand               | 2020 | Tomek Larek                                                            | Blue Orange                  | |
| Bellum Magica            | 2021 | Sylvain Aublin                                                         | Blue Orange                  | |
| It's a Wonderful Kingdom | 2021 | Anthony Wolff                                                          | La Boîte de Jeu              | |
| Les gardiens de Havresac | 2022 | Sabrina Miramon                                                        | Catch Up Games               | |